# Colégio Imperatriz Leopoldina
O Colégio Imperatriz Leopoldina (ex-Hindenburg Schule, ou "Escola de Hindenburgo", em português, e ex-Externato Pedro Doll, ex-Ginásio Imperatriz Leopoldina (GIL), frequentemente mencionada como Colégio Imperatriz Leopoldina ou simplesmente CIL) é uma instituição de ensino localizada na cidade de São Paulo, fundada em 1923 por imigrantes alemães no Alto de Santana, na Zona Norte, com o objetivo de atender às crianças alemãs e seus descendentes. 

## História
Na década de 1920, cerca de cinco mil alemães, muitos operários das indústrias da região, participavam de atividades educativas, religiosas, esportivas e culturais. Um dos grupos com papel importante na organização da escola foi o Clube de Canto Eintracht, formado por dezoito moradores de Santana. O convite para a formação de uma Associação Escolar partiu desse grupo, e, em 15 de março de 1923, foi iniciada a escola com vinte e uma crianças, recebendo o nome de Hindenburg Schule (Escola de Hindenburgo). O número de matrículas cresceu rapidamente, e a escola passou a funcionar em três salas de aula alugadas, atendendo cerca de sessenta alunos na Rua Voluntários da Pátria. Nesse período, a instituição era mantida pela Sociedade Alemã de Santana e Arredores.
Com o aumento da demanda, o espaço tornou-se insuficiente, o que levou à transferência da escola para o endereço atual, na Rua Pedro Doll. Ao longo de sua trajetória, a instituição passou por mudanças de nome, sendo chamada de Externato Pedro Doll, em referência ao nome da rua que homenageava um imigrante alemão; Ginásio Imperatriz Leopoldina (GIL), em homenagem à imperatriz Leopoldina, de origem austríaca; e, finalmente, em 1971, Colégio Imperatriz Leopoldina (CIL). Para a construção do prédio na Rua Pedro Doll, a escola recebeu uma doação da Alemanha. No entanto, essa doação foi transformada em hipoteca pelo governo de Adolf Hitler, como parte de uma estratégia para manter controle sobre as escolas alemãs no exterior. A hipoteca foi formalizada com o Banco Alemão Transatlântico. Após a Segunda Guerra Mundial, em 1942, o governo brasileiro assumiu o patrimônio do banco e, consequentemente, a hipoteca do colégio.
Em 1936, o colégio ampliou suas instalações com a ajuda voluntária da comunidade alemã, por meio de mutirões e doações. Em 1954, foi formada a primeira diretoria oficial, denominada Associação Cultural e Beneficente de Santana, que passou a gerir a instituição de acordo com as leis brasileiras. Em 1960, foi eleito presidente da associação o Sr. Otto Baumgart (1897-1973), empresário teuto-brasileiro e fundador da Vedacit e do Grupo Baumgart, que exerceu o cargo com a colaboração do vice-presidente, Sr. João Ricardo Beck. Em 1965, Beck assumiu a presidência da mantenedora, posição que ocupou até seu falecimento em 15 de dezembro de 2007. O atual presidente da mantenedora é o Sr. Dr. Flávio G. Holzchuh.
O colégio tinha, em 1960, cerca de 90 alunos e, atualmente, atende aproximadamente 1.200 estudantes, desde a Educação Infantil até o Ensino Médio. Embora tenha sido fundado por imigrantes alemães, atualmente apenas uma pequena parte dos estudantes é de descendentes. O colégio oferece três idiomas: alemão, inglês e espanhol, além das disciplinas regulares, utilizando ferramentas pedagógicas diversas.

## Atualidade
Até 1964, o colégio possuía 800 m². Atualmente, conta com uma área de 15.000 m², que inclui o prédio da Educação Infantil, prédios com salas de aula e administração, laboratórios de Física, Química, Biologia, Geografia, Artes, Línguas, Informática, salas de vídeo e leitura, laboratório de estudo, biblioteca, sala de música, estúdio de música, anfiteatro, ginásio de esportes coberto com arquibancada para mil pessoas, praça de alimentação, salão de eventos, estacionamento, quadra de esportes coberta e um bosque.